# Che Bunce
Che Bunce (ur. 29 sierpnia 1975 w Auckland) – nowozelandzki piłkarz występujący na pozycji obrońcy. Obecnie jest zawodnikiem klubu Hawke’s Bay United.

## Kariera klubowa
Bunce zawodową karierę rozpoczynał w angielskim klubie Sheffield United. Zawodnikiem tego klubu był w latach 1993–1995, jednak w tym czasie nie rozegrał tam żadnego spotkania. W 1995 roku odszedł do nowozelandzkiego Napier City Rovers. Spędził tam kolejne dwa lata. W 1997 roku przeszedł do islandzkiego drugoligowca – Breiðablik UBK. W sezonie 1998 awansował z tym klubem do Landsbankadeild. W 1999 roku powrócił do Nowej Zelandii, gdzie związał się kontraktem z klubem Football Kingz. Grał w nim przez trzy lata. W sumie rozegrał tam 55 spotkań i zdobył 2 bramki.
W 2002 roku przeniósł się do irlandzkiej Droghedy United. Spędził tam cały sezon 2002/2003, jednak nie zagrał tam w żadnym ligowym meczu. W 2003 roku został graczem duńskiego drugoligowego zespołu Randers FC. Grał tam przez rok. Łącznie zanotował tam 19 ligowych pojedynków i strzelił w nich 2 gole. W 2004 roku podpisał kontrakt z nowozelandzkim Waikato FC, z którym spędził kolejne dwa lata. W 2006 roku przeniósł się do New Zealand Knights, w którym grał już gdy ten występował pod nazwą Football Kingz. W styczniu 2007 roku odszedł do angielskiego Coventry City, gdzie spędził pół roku, jednak nie rozegrał żadnego spotkania. Latem 2007 powrócił do Waikato FC, a od 2008 roku gra w Hawke’s Bay United.

## Kariera reprezentacyjna
W reprezentacji Nowej Zelandii zadebiutował 28 września 1998 w wygranym 8:1 meczu Pucharu Narodów Oceanii z Vanuatu. W tamtym spotkaniu strzelił także gola. Na tamtym Pucharze Narodów Oceanii zagrał 3 razy i zdobył jedną bramkę, a jego reprezentacja został zwycięzcą tego turnieju. W 1999 roku został powołany do kadry na Puchar Konfederacji. Wystąpił na nim jeden raz, a Nowa Zelandia zakończyła go na fazie grupowej. W 2000 roku zajął z reprezentacją 2. miejsce na Pucharze Narodów Oceanii. Od 2007 roku znajduje się poza kadrą Nowej Zelandii.